# Guardia Vieja (música criolla)
En el Perú se denomina Guardia Vieja a la primera generación musical, entre 1890 y 1910, de compositores e intérpretes que  combinaron elementos musicales europeos, afroperuanos e indígenas que constituyen el germen de lo que se conoce como música criolla peruana. Esta música se caracteriza por el uso de métrica triple, a veces compuesto de tiempo doble, y las letras consisten en versos en forma estrófica con coros intercalados.

## Descripción
Estos artistas, muchas veces anónimos, se concentraban en los barrios mestizos y populares limeños de Rímac, Barrios Altos y La Victoria, donde tocaban sus canciones populares, principalmente valses peruanos, marineras y polcas, en veladas musicales, fiestas de barrios y jaranas de callejones. Los cantantes, solistas o a dúo, eran acompañados por trinar de guitarras y también por el contrabajo y piano. Estas composiciones se trasmitían de oídas al no tener educación musical formal, ni acceso a los medios de difusión masivos; son canciones que muchas veces han quedado en el olvido y que en otros casos han sido rescatadas para el repertorio criollo de nuevas generaciones de cantantes y agrupaciones de este género musical. La propagación de estos ritmos musicales por parte de esta generación de cantores fue una forma de reivindicación social.

## Autores conocidos

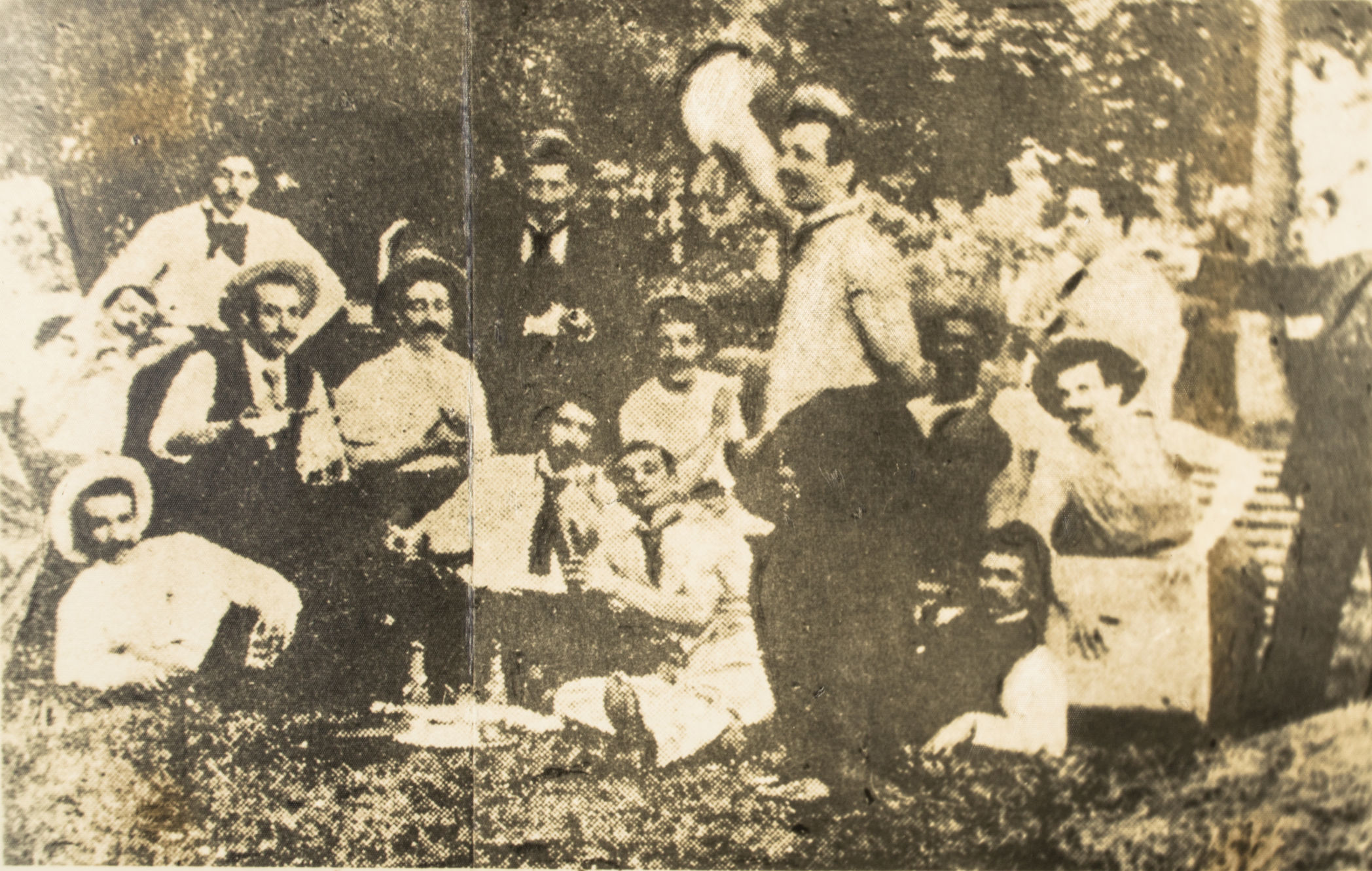
La Palizada Limeña

El tiempo y la transmisión oral de las composiciones hace difícil conocer a los autores principales de esta época; sin embargo las investigaciones han podido arrojar luz sobre este tema y sacar del anonimato a muchos compositores de la Guardia Vieja, muchos de ellos pertenecientes a las clases populares y obreras de la Lima de inicios del siglo XX.
En El libro de oro del vals peruano, escrito por los musicólogos Raúl Serrano y Eleazar Valverde, constan entre los más importantes compositores de esta generación: José Sabas Libornio-Ibarra, autor de la mazurca «Flor de pasión»; el poeta colombiano Julio Flórez y Juan Peña Lobatón, autores del vals peruano «El guardián»; Óscar Molina Peña, autor de «Idolatría»; Rosa Mercedes Ayarza Morales, pianista, compositora y recopiladora, en cuyo repertorio se encuentran diversos géneros como pregones, danza habanera, marineras y tonderos; de sus obras, compuestas o recopiladas por ella, se recuerdan: «La picaronera», «Frutero Congo», «La jarra de oro», «Congorito», «Moreno pintan a Cristo», etc. Alejandro Ayarza, conocido como Karamanduka, es autor de «La palizada». A Pedro Augusto Bocanegra, autor de «Vicenta», «La alondra», se le atribuye también «La bóveda azulada». Otros autores destacados fueron: Abelardo Gamarra, Justo Arredondo,  Federico Barreto, Nicanor Casas, Carlos A. Saco, Alberto Condemarín, Víctor Correa Márquez, Guillermo Suárez, Alejandro Sáez, Manuel Covarrubias, Nicolás Wetzell, Filomeno Ormeño, Braulio Sancho Dávila, Benigno Ballón Farfán, Máximo Bravo y David Suárez. El periodista Manuel Zanutelli añade como miembros de la Guardia Vieja a Romualdo Alva Reyes, Emilio Germán Amézaga Llanos, José Ayarza, Juan Francisco Ezeta, Pedro Fernández, Luis Molina, Eduardo Recavarren, Fernando Soria, Guillermo Suárez y José Benigno Ugarte.
El dúo Montes y Manrique llegaron a recopilar y grabar más de 170 canciones de esta generación, muchas de ellas de autoría anónima.
Hortensia, Celaje, El Guardián, La Palizada, El Capulí, Ídolo, Idolatría, Madre Querida, La contrabandista, La Reina de España, Las calles de Lima